# Llista d'asteroides/211501-211600
| Nom      | Designació provisional | Data de descobriment   | Lloc de descobriment | Descobridor/s  |
| -------- | ---------------------- | ---------------------- | -------------------- | -------------- |
| 211501 - | 2003 QX2               | 19 d'agost de 2003     | Campo Imperatore     | CINEOS         |
| 211502 - | 2003 QL11              | 21 d'agost de 2003     | Haleakala            | NEAT           |
| 211503 - | 2003 QO11              | 21 d'agost de 2003     | Haleakala            | NEAT           |
| 211504 - | 2003 QG15              | 20 d'agost de 2003     | Palomar              | NEAT           |
| 211505 - | 2003 QU17              | 22 d'agost de 2003     | Palomar              | NEAT           |
| 211506 - | 2003 QG20              | 22 d'agost de 2003     | Palomar              | NEAT           |
| 211507 - | 2003 QP26              | 22 d'agost de 2003     | Haleakala            | NEAT           |
| 211508 - | 2003 QR26              | 22 d'agost de 2003     | Haleakala            | NEAT           |
| 211509 - | 2003 QD33              | 22 d'agost de 2003     | Campo Imperatore     | CINEOS         |
| 211510 - | 2003 QP38              | 22 d'agost de 2003     | Socorro              | LINEAR         |
| 211511 - | 2003 QG40              | 22 d'agost de 2003     | Socorro              | LINEAR         |
| 211512 - | 2003 QW43              | 22 d'agost de 2003     | Palomar              | NEAT           |
| 211513 - | 2003 QB44              | 22 d'agost de 2003     | Haleakala            | NEAT           |
| 211514 - | 2003 QK50              | 22 d'agost de 2003     | Palomar              | NEAT           |
| 211515 - | 2003 QE51              | 22 d'agost de 2003     | Palomar              | NEAT           |
| 211516 - | 2003 QQ51              | 23 d'agost de 2003     | Palomar              | NEAT           |
| 211517 - | 2003 QV51              | 23 d'agost de 2003     | Palomar              | NEAT           |
| 211518 - | 2003 QK55              | 23 d'agost de 2003     | Socorro              | LINEAR         |
| 211519 - | 2003 QP55              | 23 d'agost de 2003     | Socorro              | LINEAR         |
| 211520 - | 2003 QY56              | 23 d'agost de 2003     | Socorro              | LINEAR         |
| 211521 - | 2003 QO59              | 23 d'agost de 2003     | Socorro              | LINEAR         |
| 211522 - | 2003 QZ59              | 23 d'agost de 2003     | Socorro              | LINEAR         |
| 211523 - | 2003 QX60              | 23 d'agost de 2003     | Socorro              | LINEAR         |
| 211524 - | 2003 QE67              | 23 d'agost de 2003     | Socorro              | LINEAR         |
| 211525 - | 2003 QF67              | 23 d'agost de 2003     | Socorro              | LINEAR         |
| 211526 - | 2003 QO73              | 25 d'agost de 2003     | Socorro              | LINEAR         |
| 211527 - | 2003 QU74              | 24 d'agost de 2003     | Socorro              | LINEAR         |
| 211528 - | 2003 QQ93              | 28 d'agost de 2003     | Haleakala            | NEAT           |
| 211529 - | 2003 QU96              | 30 d'agost de 2003     | Kitt Peak            | Spacewatch     |
| 211530 - | 2003 QD100             | 28 d'agost de 2003     | Palomar              | NEAT           |
| 211531 - | 2003 QV103             | 31 d'agost de 2003     | Haleakala            | NEAT           |
| 211532 - | 2003 QQ104             | 29 d'agost de 2003     | Socorro              | LINEAR         |
| 211533 - | 2003 QH108             | 31 d'agost de 2003     | Socorro              | LINEAR         |
| 211534 - | 2003 RX2               | 1 de setembre de 2003  | Socorro              | LINEAR         |
| 211535 - | 2003 RY8               | 1 de setembre de 2003  | Socorro              | LINEAR         |
| 211536 - | 2003 RR11              | 15 de setembre de 2003 | Wrightwood           | J. W. Young    |
| 211537 - | 2003 RL12              | 14 de setembre de 2003 | Palomar              | NEAT           |
| 211538 - | 2003 RD18              | 15 de setembre de 2003 | Palomar              | NEAT           |
| 211539 - | 2003 RD19              | 15 de setembre de 2003 | Anderson Mesa        | LONEOS         |
| 211540 - | 2003 RA20              | 15 de setembre de 2003 | Anderson Mesa        | LONEOS         |
| 211541 - | 2003 RA21              | 15 de setembre de 2003 | Anderson Mesa        | LONEOS         |
| 211542 - | 2003 SU15              | 16 de setembre de 2003 | Kitt Peak            | Spacewatch     |
| 211543 - | 2003 SV15              | 16 de setembre de 2003 | Kitt Peak            | Spacewatch     |
| 211544 - | 2003 SM24              | 17 de setembre de 2003 | Socorro              | LINEAR         |
| 211545 - | 2003 SF26              | 17 de setembre de 2003 | Haleakala            | NEAT           |
| 211546 - | 2003 SN40              | 16 de setembre de 2003 | Palomar              | NEAT           |
| 211547 - | 2003 SJ44              | 16 de setembre de 2003 | Anderson Mesa        | LONEOS         |
| 211548 - | 2003 SU44              | 16 de setembre de 2003 | Anderson Mesa        | LONEOS         |
| 211549 - | 2003 SL46              | 16 de setembre de 2003 | Anderson Mesa        | LONEOS         |
| 211550 - | 2003 SV46              | 16 de setembre de 2003 | Anderson Mesa        | LONEOS         |
| 211551 - | 2003 SJ51              | 18 de setembre de 2003 | Palomar              | NEAT           |
| 211552 - | 2003 SO52              | 18 de setembre de 2003 | Palomar              | NEAT           |
| 211553 - | 2003 SX52              | 19 de setembre de 2003 | Palomar              | NEAT           |
| 211554 - | 2003 SB56              | 16 de setembre de 2003 | Anderson Mesa        | LONEOS         |
| 211555 - | 2003 SM57              | 16 de setembre de 2003 | Kitt Peak            | Spacewatch     |
| 211556 - | 2003 SW58              | 17 de setembre de 2003 | Anderson Mesa        | LONEOS         |
| 211557 - | 2003 SG72              | 18 de setembre de 2003 | Kitt Peak            | Spacewatch     |
| 211558 - | 2003 SP83              | 18 de setembre de 2003 | Kitt Peak            | Spacewatch     |
| 211559 - | 2003 SN91              | 18 de setembre de 2003 | Palomar              | NEAT           |
| 211560 - | 2003 SB94              | 18 de setembre de 2003 | Kitt Peak            | Spacewatch     |
| 211561 - | 2003 SQ94              | 19 de setembre de 2003 | Campo Imperatore     | CINEOS         |
| 211562 - | 2003 SV95              | 19 de setembre de 2003 | Palomar              | NEAT           |
| 211563 - | 2003 SU103             | 20 de setembre de 2003 | Socorro              | LINEAR         |
| 211564 - | 2003 SO107             | 20 de setembre de 2003 | Palomar              | NEAT           |
| 211565 - | 2003 ST120             | 17 de setembre de 2003 | Goodricke-Pigott     | R. A. Tucker   |
| 211566 - | 2003 SE123             | 18 de setembre de 2003 | Socorro              | LINEAR         |
| 211567 - | 2003 SH126             | 19 de setembre de 2003 | Kitt Peak            | Spacewatch     |
| 211568 - | 2003 SS129             | 21 de setembre de 2003 | Desert Eagle         | W. K. Y. Yeung |
| 211569 - | 2003 SF139             | 20 de setembre de 2003 | Uccle                | T. Pauwels     |
| 211570 - | 2003 SP150             | 17 de setembre de 2003 | Socorro              | LINEAR         |
| 211571 - | 2003 SB152             | 19 de setembre de 2003 | Anderson Mesa        | LONEOS         |
| 211572 - | 2003 SF157             | 19 de setembre de 2003 | Anderson Mesa        | LONEOS         |
| 211573 - | 2003 SV160             | 17 de setembre de 2003 | Kitt Peak            | Spacewatch     |
| 211574 - | 2003 SQ161             | 18 de setembre de 2003 | Palomar              | NEAT           |
| 211575 - | 2003 SV161             | 18 de setembre de 2003 | Palomar              | NEAT           |
| 211576 - | 2003 SL167             | 22 de setembre de 2003 | Kitt Peak            | Spacewatch     |
| 211577 - | 2003 SC169             | 23 de setembre de 2003 | Haleakala            | NEAT           |
| 211578 - | 2003 SV175             | 18 de setembre de 2003 | Palomar              | NEAT           |
| 211579 - | 2003 SB177             | 18 de setembre de 2003 | Palomar              | NEAT           |
| 211580 - | 2003 SB181             | 20 de setembre de 2003 | Socorro              | LINEAR         |
| 211581 - | 2003 SF181             | 20 de setembre de 2003 | Socorro              | LINEAR         |
| 211582 - | 2003 SL181             | 20 de setembre de 2003 | Socorro              | LINEAR         |
| 211583 - | 2003 SA183             | 21 de setembre de 2003 | Anderson Mesa        | LONEOS         |
| 211584 - | 2003 SL185             | 22 de setembre de 2003 | Anderson Mesa        | LONEOS         |
| 211585 - | 2003 SM227             | 27 de setembre de 2003 | Socorro              | LINEAR         |
| 211586 - | 2003 SQ227             | 27 de setembre de 2003 | Socorro              | LINEAR         |
| 211587 - | 2003 SX227             | 27 de setembre de 2003 | Socorro              | LINEAR         |
| 211588 - | 2003 SP229             | 27 de setembre de 2003 | Kitt Peak            | Spacewatch     |
| 211589 - | 2003 SV232             | 25 de setembre de 2003 | Haleakala            | NEAT           |
| 211590 - | 2003 SP247             | 26 de setembre de 2003 | Socorro              | LINEAR         |
| 211591 - | 2003 SJ249             | 26 de setembre de 2003 | Socorro              | LINEAR         |
| 211592 - | 2003 SK252             | 26 de setembre de 2003 | Socorro              | LINEAR         |
| 211593 - | 2003 SE259             | 28 de setembre de 2003 | Kitt Peak            | Spacewatch     |
| 211594 - | 2003 SV259             | 28 de setembre de 2003 | Kitt Peak            | Spacewatch     |
| 211595 - | 2003 SQ269             | 28 de setembre de 2003 | Goodricke-Pigott     | R. A. Tucker   |
| 211596 - | 2003 SW270             | 25 de setembre de 2003 | Palomar              | NEAT           |
| 211597 - | 2003 ST271             | 26 de setembre de 2003 | Socorro              | LINEAR         |
| 211598 - | 2003 SB291             | 29 de setembre de 2003 | Socorro              | LINEAR         |
| 211599 - | 2003 SS291             | 30 de setembre de 2003 | Socorro              | LINEAR         |
| 211600 - | 2003 SR300             | 17 de setembre de 2003 | Palomar              | NEAT           |